# Armin Mueller-Stahl
Pour les articles homonymes, voir Müller et Stahl.
Armin Mueller-Stahl est un acteur allemand né le 17 décembre 1930 à Tilsit (province de Prusse-Orientale, aujourd'hui en Russie).
Parmi ses apparitions notables, on retiendra celle dans le film Music Box, de Costa-Gavras, sorti en 1989, où il joue le rôle d'un ancien fasciste hongrois cherchant à se faire oublier et trompant sa propre fille et son petit-fils à propos de son passé.

## Biographie
Mueller-Stahl est né à Tilsit, en province de Prusse-Orientale. Sa mère, Editta, était issue d'une famille aisée et est devenue professeure à l'université de Leipzig. Son père, Alfred Müller, est un caissier de banque qui change le nom de la famille en « Mueller-Stahl ». Le reste de la famille s'installe à Berlin pendant que son père combat sur le front de l'Est pendant la Seconde Guerre mondiale. Mueller-Stahl est un violoniste de concert alors qu'il est adolescent et s'inscrit dans une école de théâtre de Berlin-Est en 1952.
En 2007, la Brockhaus Enzyklopädie présente à la Foire du livre de Francfort sa couverture dessinée par ses soins.

## Carrière
Mueller-Stahl est un acteur de cinéma et de théâtre en Allemagne de l'Est, jouant dans des films tels que Le Troisième et Jacob le menteur. Pour la télévision de ce pays, il joue de 1973 à 1979 le personnage principal de la série populaire Das unsichtbare Visier (de), un thriller d'espionnage conçu, en coopération avec la Stasi, comme pendant des films de James Bond. Après avoir protesté contre la dénaturalisation de Wolf Biermann en 1976, il est mis sur liste noire par le gouvernement. Émigré en 1980 en Allemagne de l'Ouest, il trouve un travail régulier dans le cinéma. Il tourne notamment dans Lola, une femme allemande (1981) et Le Secret de Veronika Voss (1982) de Rainer Werner Fassbinder, Un amour en Allemagne (1984) d'Andrzej Wajda, Amère Récolte d'Agnieszka Holland et Colonel Redl d'Istvan Szabo (tous deux en 1985), ce dernier sur le scandale entourant le colonel de l'armée austro-hongroise Alfred Redl.
Mueller-Stahl fait ses débuts au cinéma américain en tant que père du personnage de Jessica Lange dans Music Box (1989). Il joue ensuite des rôles dans Kafka de Steven Soderbergh et Night on Earth de Jim Jarmusch (tous deux en 1991). On se souvient également de lui pour son rôle de général soviétique chargé des États-Unis occupés dans la mini-série télévisée ABC Amerika (1987). La performance de Mueller-Stahl en tant qu'immigrant juif aux États-Unis dans le film Avalon de 1990 est également largement saluée.

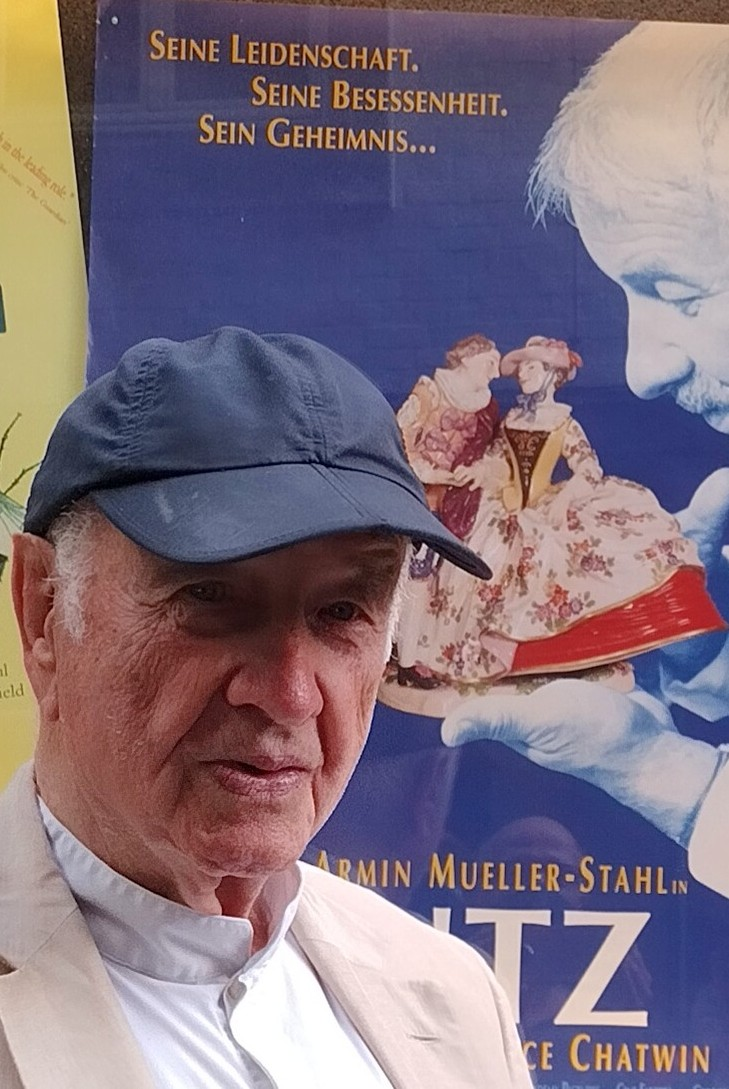
Armin Mueller-Stahl en 2022 à Hambourg devant l'affiche du film Utz, son film préféré.

Mueller-Stahl remporte l'Ours d'argent du meilleur acteur au 42e Festival international du film de Berlin pour sa performance dans Utz (1992). Mueller-Stahl est nommé pour un Oscar du meilleur acteur dans un second rôle pour sa performance en tant que père violent du pianiste David Helfgott dans le film de 1996 Shine. Mueller-Stahl est également dans Pyromaniac Love Story (1995) et le remake de 1997 du film Douze Hommes en colère. Gespräch mit dem Biest (1996) est son premier film en tant que réalisateur. En 1998, il joue le scientifique allemand, et membre du Syndicat, Conrad Strughold dans le long métrage The X-Files. En 1999, il incarne le cerveau d'un gang criminel face à Ray Liotta et Gloria Reuben dans Pilgrim, également distribué sous le titre Inferno.
Au début des années 2000, Mueller-Stahl reçoit une réponse critique positive pour son interprétation de Thomas Mann dans un film allemand sur la famille Mann intitulé Thomas Mann et les siens (Die Manns - Ein Jahrhundertroman). En 2004, Mueller-Stahl fait une incursion à la télévision américaine, en tant qu'invité dans quatre épisodes de la série dramatique télévisée À la Maison-Blanche (The West Wing) en tant que premier ministre d'Israël. En 2006, il joue le rôle de l'artiste russe solitaire Nikolai Seroff dans Local Color (en). Il joue un rôle dans le drame policier de David Cronenberg Les Promesses de l'ombre (2007) et le thriller L'Enquête (The International, 2009), tous deux avec l'actrice anglo-australienne Naomi Watts. En 2008, il remporte le prix de la meilleure interprétation par un acteur dans un second rôle pour Les Promesses de l'ombre, et Mueller-Stahl joue le rôle du cardinal Strauss, doyen du Collège des cardinaux et du conclave papal, dans Anges et Démons (2009).
En 2011, il reçoit l'Ours d'or d'honneur au 61e Festival international du film de Berlin.
Il soutient la Fondation Freya von Moltke, basée à Berlin et à Krzyżowa, depuis sa création et est lié à leur travail.

## Filmographie

### Cinéma
- 1956 : Heimliche Ehen
- 1960 : Cinq Douilles (Fünf Patronenhülsen) : Pierre, le Français
- 1962 : Königskinder : Michael
- 1962 : ...und Deine Liebe auch : Ullrich Settich
- 1963 : Christine
- 1963 : Nu parmi les loups (Nackt unter Wölfen) : Höfel
- 1964 : Preludio 11 de Kurt Maetzig : Quintana
- 1964 : Alaskafüchse : Sowjetischer Arzt
- 1967 : Ein Lord am Alexanderplatz : Dr Achim Engelhardt
- 1970 : Erreur fatale (Tödlicher Irrtum) : Chris Howard
- 1972 : Le Troisième (Der Dritte) : l'homme aveugle
- 1972 : Januskopf : Dr Brock
- 1973 : Die Hosen des Ritters Bredow : Dechant
- 1974 : Kit & Co. : Mr Slavovitz
- 1975 : Jacob le menteur (Jakob, der Lügner) : Roman Schtamm
- 1976 : Nelken in Aspik : Wolfgang Schmidt
- 1977 : La Fuite (Die Flucht)
- 1981 : Lola, une femme allemande (Lola)  de Rainer Werner Fassbinder : Von Bohm
- 1982 : Die Flügel der Nacht
- 1982 : Welcome in Vienna: Dieu ne croit plus en nous: Gandhi
- 1982 : Le Secret de Veronika Voss (Die Sehnsucht der Veronika Voss) de Rainer Werner Fassbinder : Max Rehbein
- 1982 : Der Westen leuchtet : Harald Liebe
- 1983 : Trauma : Sam
- 1983 : L'Homme blessé  de Patrice Chéreau : Le père
- 1983 : Viadukt : Tetzlav
- 1983 : Un dimanche de flic : un parrain de la Mafia, surnommé « l'Avocat»
- 1983 : Un amour en Allemagne (Eine Liebe in Deutschland) : Mayer
- 1983 : Cœur de braises : François Korb / Andres Korb
- 1984 : Les Yeux du désir (de) (Tausend Augen), de Hans-Christoph Blumenberg : Arnold
- 1984 : Rita Ritter
- 1985 : Colonel Redl (Oberst Redl) : archiduc François-Ferdinand, le Prince héritier
- 1985 : Die Mitläufer
- 1985 : Vergeßt Mozart : Comte Pergen
- 1986 : Amère Récolte (Bittere Ernte) d'Agnieszka Holland : Leon Wolny
- 1986 : Momo : Chef der grauen Männer
- 1987 : Unser Mann im Dschungel : M. Kehlmann
- 1987 : Der Joker (de) : Axel Baumgartner
- 1988 : Killing Blue : Inspecteur Alex Glass
- 1989 : La Toile d'araignée (Das Spinnennetz) : Baron de Rastchuk
- 1989 : Le Grand fric (Schweinegeld) : Maxwell
- 1989 : A Hecc : Marnó, kabinos, Tamás barátja
- 1989 : Music Box de Costa-Gavras : Mike Laszlo
- 1990 : Avalon : Sam Krichinsky
- 1991 : Kafka de Steven Soderbergh : Grubach
- 1991 : Bronsteins Kinder : Aaron
- 1991 : Night on Earth de Jim Jarmusch : Helmut Grokenberger
- 1992 : Utz, la passion de l'art de George Sluizer : baron Kaspar Joachim von Utz
- 1992 : La Puissance de l'ange (The Power of One) : Doc
- 1992 : Loin de Berlin (Far from Berlin) : Otto Linder
- 1993 : Red Hot : Dimitri
- 1993 : Der Kinoerzähler : le caissier du cinéma
- 1993 : La Maison aux esprits (The House of the Spirits) : Severo del Valle
- 1994 : The Last Good Time : Joseph Kopple
- 1994 : Sacré mariage (Holy Matrimony) : Wilhelm
- 1995 : Pyromaniac Love Story : Mr Linzer
- 1995 : Theodore Rex : Elizar Kane
- 1996 : Shine : Peter
- 1996 : Taxandria : Karel / Virgilus
- 1996 : Gespräch mit dem Biest : Adolf Hitler (également réalisateur et scénariste)
- 1996 : Le Roi des aulnes (Der Unhold) de Volker Schlöndorff : Comte von Kaltenborn
- 1997 : The Assistant de Daniel Petrie : Morris Bober
- 1997 : The Game de David Fincher : Anson Baer
- 1997 : Le Pacificateur (The Peacemaker) : Dimitri Vertikoff
- 1998 : The Commissioner : Hans Koenig
- 1998 : The X-Files, le film (The X Files) de Rob S. Bowman : Conrad Strughold
- 1999 : Passé virtuel (The Thirteenth Floor) : Hannon Fuller / Grierson
- 1999 : The Third Miracle : Werner
- 1999 : Jakob le menteur (Jakob the Liar) de Peter Kassovitz : Dr Kirschbaum ou le Professeur
- 2000 : The Long Run : Barry
- 2000 : Mission to Mars de Brian de Palma : Ramier Beck
- 2000 : Pilgrim  de Harley Cokeliss : Mac
- 2004 : The Story of an African Farm de David Lister : Otto
- 2004 : The Dust Factory d'Eric Small : Grand-père Randolph
- 2007 : Les Promesses de l'ombre de David Cronenberg : Semyon
- 2009 : L'Enquête de Tom Tykwer : Wilhelm Wexler
- 2009 : Anges et démons de Ron Howard : Straus
- 2009 : Leningrad d'Aleksandr Buravsky : Von Leeb
- 2015 : Knight of Cups de Terrence Malick : Fr. Zeitlinger

### Télévision
- 1960 : Flucht aus der Hölle (série) : Hans Röder
- 1962 : Die Letzte Chance
- 1963 : Der Andere neben dir : Reinhard Marschner
- 1964 : Wolf unter Wölfen (série) : Wolfgang
- 1966 : Columbus 64
- 1968 : Wege übers Land (série) : Jürgen Leßtorff
- 1969 : Die Dame aus Genua
- 1970 : Kein Mann für Camp Detrick : Oberleutnant Heide
- 1973 : Das Unsichtbare Visier (série) : Bredebusch
- 1973 : Die Sieben Affären der Dona Juanita (série)
- 1973 : Stülpner-Legende (série) : Musikant
- 1974 : Die Eigene Haut : Père Klemm
- 1978 : Geschlossene Gesellschaft : Robert
- 1980 : Die Längste Sekunde
- 1981 : Ja und Nein
- 1981 : Ferry oder Wie es war : Gandhi
- 1981 : Collin (série)
- 1982 : Ich werde warten
- 1982 : Die Gartenlaube : Ernst Keil
- 1982 : Flucht aus Pommern : Lyssek
- 1982 : Der Fall Sylvester Matuska
- 1982 : Ausgestoßen
- 1982 : An uns glaubt Gott nicht mehr : Gandhi
- 1983 : Ruhe sanft, Bruno
- 1984 : Inspecteur Derrick : Alexander Kolberg (ép. 122 : Maître Prestel)
- 1984 : Tatort - Freiwild : Dr. Konrad Ansbach
- 1984 : Un cas pour deux (série) : Un mort à l'aube : Dr. Winzer
- 1985 : Hautnah : Dold
- 1986 : Gauner im Paradies
- 1986 : Auf den Tag genau
- 1987 : Jokehnen oder Wie lange fährt man von Ostpreußen nach Deutschland? (série) : Karl Steputat
- 1987 : Franza : Dr Leopold Jordan / Dr Körner
- 1987 : Amerika (série) : général Petya Samanov
- 1988 : Tagebuch für einen Mörder : Max Telligan
- 1990 : Le Gorille: Le Gorille se mange froid (serie) : Keibel
- 1997 : In the Presence of Mine Enemies : rabbin Adam Heller
- 1997 : Douze Hommes en colère (12 Angry Men) : juré no 4
- 1999 : Jésus (Jesus) : Joseph
- 2001 : Les Croisés (Crociati) (téléfilm) : Alessio
- 2001 : Thomas Mann et les siens (Manns - Ein Jahrhundertroman, Die) (série) : Thomas Mann
- 2005 : The Power of Knowledge (série) : Host
- 2008 : Les Buddenbrook, le Déclin d'une famille (Buddenbrooks) : Johann « Jean » Buddenbrook

## Distinctions

### Récompenses
- Berlinale 1992 : Ours d'argent du meilleur acteur pour Utz
- Prix Génie 2008 : meilleur second rôle pour Les Promesses de l'ombre
- Berlinale 2011 : Ours d'or d'honneur

### Nominations
- Oscars 1997 : Oscar du meilleur second rôle masculin pour Shine